# VORS

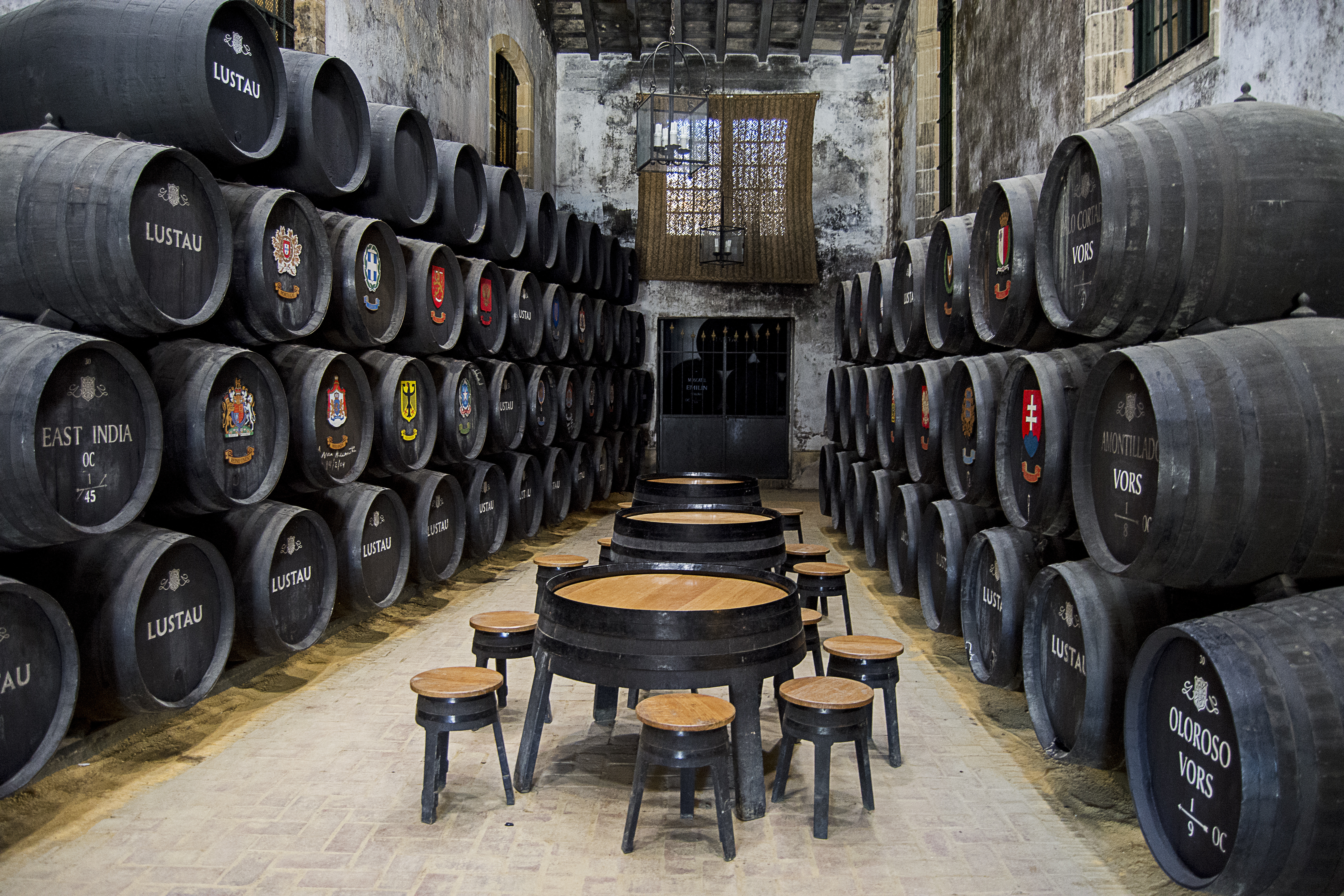
"Sacristía" de las bodegas Lustau. En las bodegas de Jerez, la sacristía es el nombre que recibe la zona donde se encuentran en crianza los vinos de mayor antigüedad y calidad. Tradicionalmente, estos vinos de sacristía se reservaban para el consumo de los propios bodegueros y eran poco comercializados. A partir del año 2000, con su reconocimiento oficial fueron objeto de una mayor promoción y venta.

En el ámbito de la denominación de Origen Jerez-Xérès-Sherry se conoce como VORS (del latín Vinum Optimum Rare Signatum) a unos vinos de Jerez de vejez calificada de más de 30 años, que son certificados por el Consejo Regulador de la Denominación de Origen, en base a las peculiaridades de su crianza y a un vejez promedio superior a los 30 años. 
En el año 2000, el Consejo Regulador estableció la regulación y comercialización de esta categoría o denominación de vinos de carácter excepcional, que eran conocidos tradicionalmente como “vinos de sacristía”.
El sistema más utilizado de crianza en el jerez es el de "criaderas y solera" que supone un procedimiento dinámico de envejecimiento, que por su propio mecanismo no hace posible hablar de edad exacta de estos vinos, por lo que las referencias a la edad se hacen en términos de promedio.
Los vinos de crianza biológica exclusivamente como son el fino y la manzanilla nunca pueden entrar en esta categoría porque el proceso biológico del velo de flor no puede tener una duración tan prolongada, ya que el cultivo de levaduras se agota y muere como mucho a los 8 años.

## Denominación
La denominación VORS del latín "Vinum Optimum Rare Signatum" se hizo coincidr también con las siglas en español de "Vino Seleccionado como Optimo y Excepcional" e igualmente con la expresión en inglés "Very Old Rare Sherry".

## Certificación
El Consejo Regulador tiene establecido un sistema de certificación basada en la calificación de las partidas específicas de estos tipos de vinos para cada bodega y no de manera genérica para una denominación comercial.
El Comité de Cata del Consejo Regulador, que se encuentra integrado por expertos de acreditada solvencia y conocimientos, es el órgano encargado de realizar un dictamen sobre estos vinos en los que certifica por un lado su vejez media y por otro lado verifica la calidad "excepcional" que se debe suponer a estos vinos.
Como procedemiento añadido de garantía de la calidad de los mismos, el Consejo Regulador establece para cada partida anualmente un cupo o porcentaje máximo de las existencias de este vino que la bodega está autorizada a comercializar en cada año, con lo que se garantiza la vejez mínima. En aplicación de este cupo, por cada 30 litros de existencias de vino que disponga la bodega en su sistema de crianza, podrá comercializar un solo litro cada año.